# Stadt Rapperswil (Schiff)
Die Stadt Rapperswil ist der jüngere der beiden Raddampfer der Zürichsee-Schiffahrtsgesellschaft (ZSG). Auf dem Zürichsee verkehrt sie jeweils von April bis November auf der Route Zürich–Rapperswil (SG)–Zürich.
Von den meisten anderen Schweizer Raddampfern unterscheiden sie und ihr Schwesterschiff Stadt Zürich (1909) sich durch den kurzen Schornstein und das grosszügig bemessene Oberdeck für die 1. Klasse. Bis auf Details sind die beiden Schiffe leicht zu verwechseln: Die Stadt Rapperswil ist am vorderen Kreuzmast und der abweichenden Farbe des Sonnendecks zu erkennen. Im Salon der 1. Klasse ist sie zudem luxuriöser als ihr Schwesterschiff ausgestattet, erkennbar an der Mahagoni- und Birnbaumtäfelung und der kunstvoll gearbeiteten Treppe zum Oberdeck.

## Geschichte

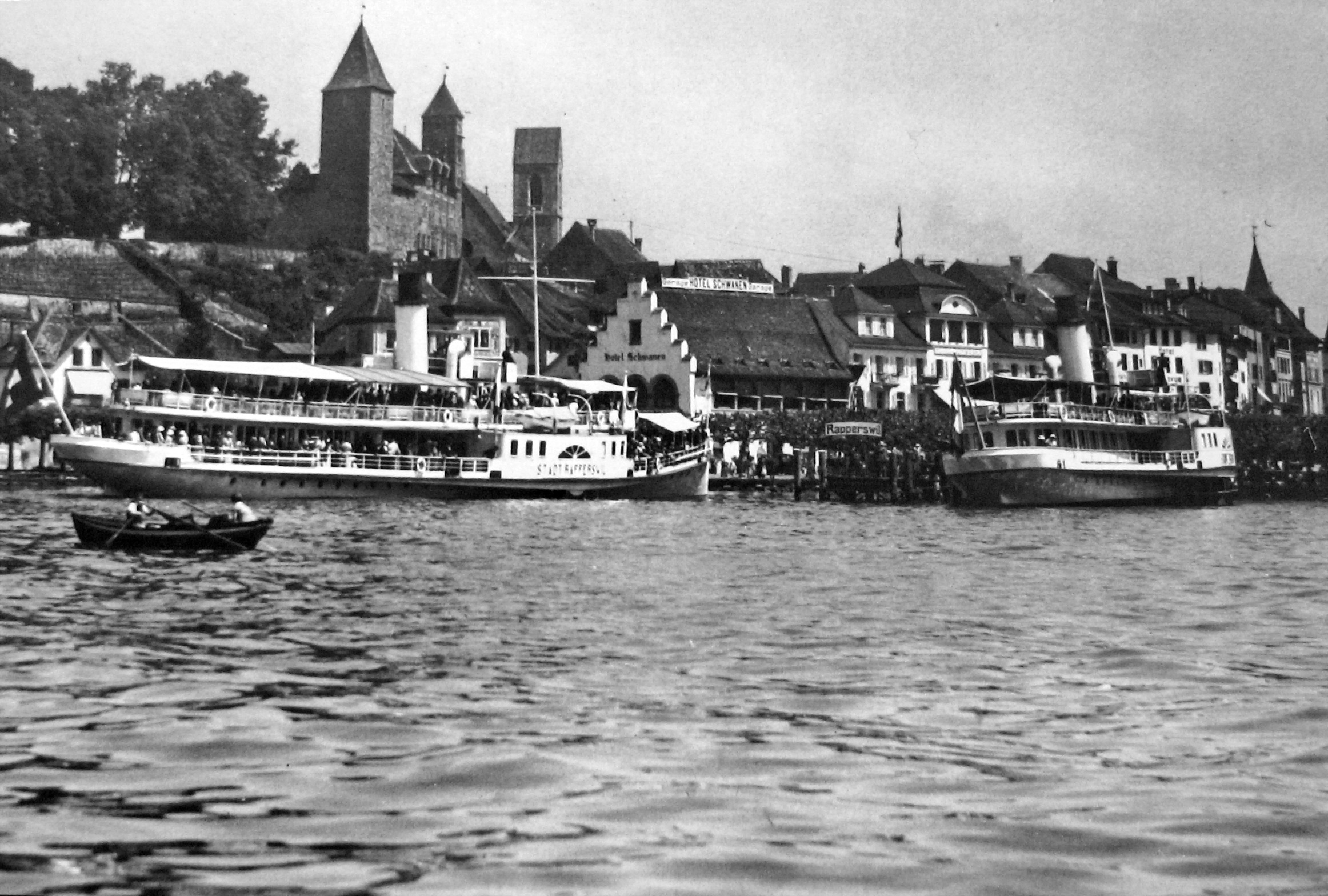
Die beiden Raddampfer Stadt Rapperswil (links) und Stadt Zürich im Hafen von Rapperswil, vermutlich anlässlich der Indienststellung der Stadt Rapperswil im Mai 1914

Gebaut wurde die Stadt Rapperswil im Jahr 1914 von Escher, Wyss & Cie. in Zürich. Die Baukosten für das Schiff beliefen sich auf 360'072.44 Schweizer Franken. Der Stapellauf am 16. März 1914 verlief nicht ohne Probleme: Das Schiff musste nach fünf Metern gestoppt werden, weil die Kommandobrücke mit dem Dachbalken der Werft zu kollidieren drohte. Die Belastungsfahrt mit 1500 Sandsäcken – anstelle von 1000 Passagieren – verlief ohne Pannen, und so fand am 29. Mai 1914 die Jungfernfahrt mit fünf Ehrendamen an Bord statt. Eine Fahrt von Zürich nach Rapperswil kostete damals in der 1. Klasse Franken 3.50.
Zusammen mit der Stadt Zürich und der 1875 gebauten Helvetia besass die damalige Zürcher Dampfbootgesellschaft (ZDG) nun drei grosse Schiffe als Rückgrat ihrer Flotte. Nur wenige Monate später, mit Beginn des Ersten Weltkriegs, wurde der Schiffsbetrieb massiv reduziert. Am 2. Dezember 1918 verfügte der Bundesrat die Einstellung aller mit Dampf betriebenen Schiffsstrecken, da nicht genügend Kohle in die Schweiz importiert werden konnte; bereits ab 1919 waren die Einschränkungen wieder vergessen. Während des Zweiten Weltkriegs blieb der Dampfkessel den ganzen Winter mit Wasser gefüllt und der Maschinenraum geheizt, um die Temperatur über dem Gefrierpunkt und den Raddampfer für militärische Zwecke innert 24 Stunden betriebsbereit zu halten. Der private Schifffahrtsbetrieb kam während dieser Zeit fast gänzlich zum Erliegen. 1951 wurde die Kohlenfeuerung durch eine Schwerölfeuerung ersetzt. Ab 1959 wurden die beiden letzten Raddampfer auf dem Zürichsee nach und nach durch moderne Motorschiffe ergänzt und kamen praktisch nur noch an den Sonntagen zum Einsatz – erst ab 1986 verkehrten die beiden Salondampfer in der Sommersaison wieder häufiger und seit 2004 (Stadt Zürich) respektive 2006 (Stadt Rapperswil) während der Sommersaison beinahe täglich.

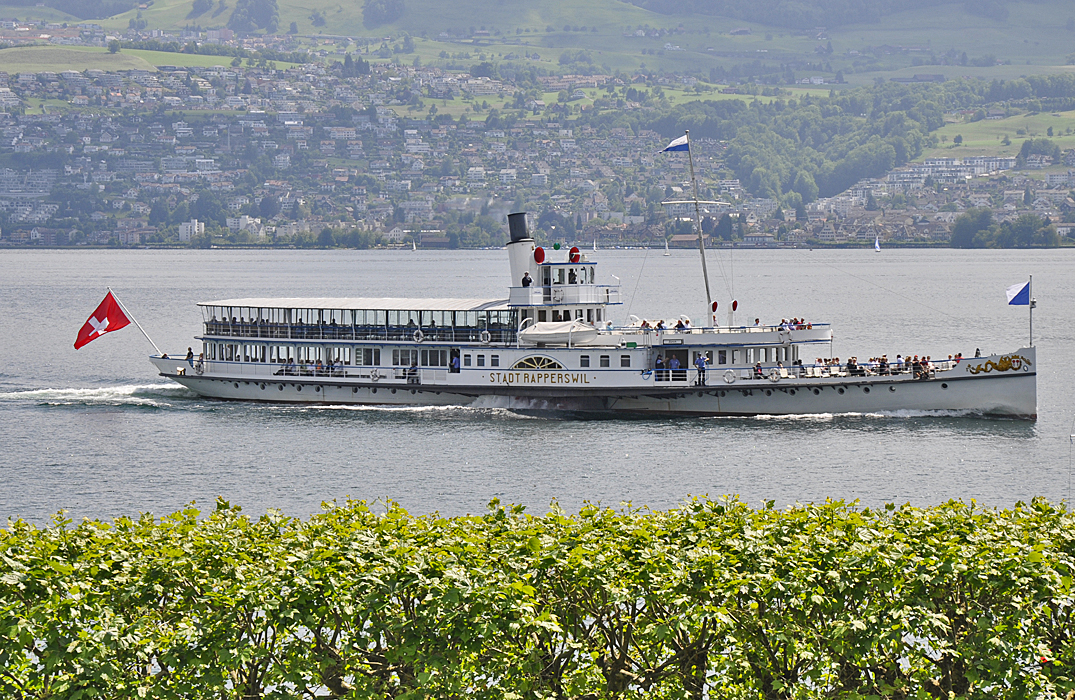
Die "Stadt Rapperswil" in Fahrt, kurz vor der Landung in Stäfa

Im Herbst 1969 gelangten erste Gerüchte in die Öffentlichkeit, dass die Zürichsee-Schifffahrtsgesellschaft (ZSG) die Ausserdienststellung der Stadt Rapperswil plane. Ein Aktionskomitee setzte sich für die Erhaltung des als wertvoll erachteten technischen Kulturguts ein und suchte das Gespräch mit dem Direktor der Verkehrsbetriebe Zürich sowie dem Betriebschef der ZSG und deren Werftchef. Die Stadt Rapperswil sollte anfangs 1970 ersatzlos aus dem Dienst genommen werden, weil sie in technisch schlechtem Zustand war. Zudem machte die Betreiberin geltend, dass der Personalbedarf mit acht Mann doppelt so hoch wie bei einem Dieselmotorschiff gleicher Kapazität und für den heissen Maschinenraum kaum noch qualifizierte Mitarbeiter zu finden seien. Eine Erneuerung des Raddampfers hätte rund zwei Millionen Schweizer Franken gekostet. Der Verwaltungsrat der ZSG folgte dem Antrag der Direktion, den Raddampfer ausser Dienst zu stellen, und der Entscheid wurde am 13. Januar 1970 der Presse mitgeteilt. Das Aktionskomitee reagierte auf diese Bekanntmachung mit der Gründung des Vereins „Aktion pro Raddampfer“, dessen Statuten „die Erhaltung der beiden Dampfschiffe in gutem Zustand“ und „deren häufigen Einsatz“ beinhalten. Der Verein engagierte sich beim Bundesamt für Verkehr, bei der Betreiberin und in der Öffentlichkeit für die Erhaltung der Stadt Rapperswil und ihres Schwesterschiffs. Mit Unterstützung der Presse gelang am 31. August 1970 anlässlich einer Informationsreise für Behördenmitglieder und Medienvertreter auf dem Genfersee der Durchbruch: Die Compagnie générale de navigation sur le Lac Léman (CGN) in Ouchy konnte überzeugend darlegen, wie ihre Raddampfer aus der Belle Époque vergleichsweise kostengünstig erneuert worden waren und auch in ökonomischer Hinsicht konkurrenzfähig seien. Zwei Jahre später sicherten 200'000 Schweizer Franken dringende Renovationen der Stadt Zürich, 1976 ermöglichten ein „Dampferfest“ und Spenden Verbesserungen des Ausbaustandards beider Dampfschiffe.

## Bildergalerie

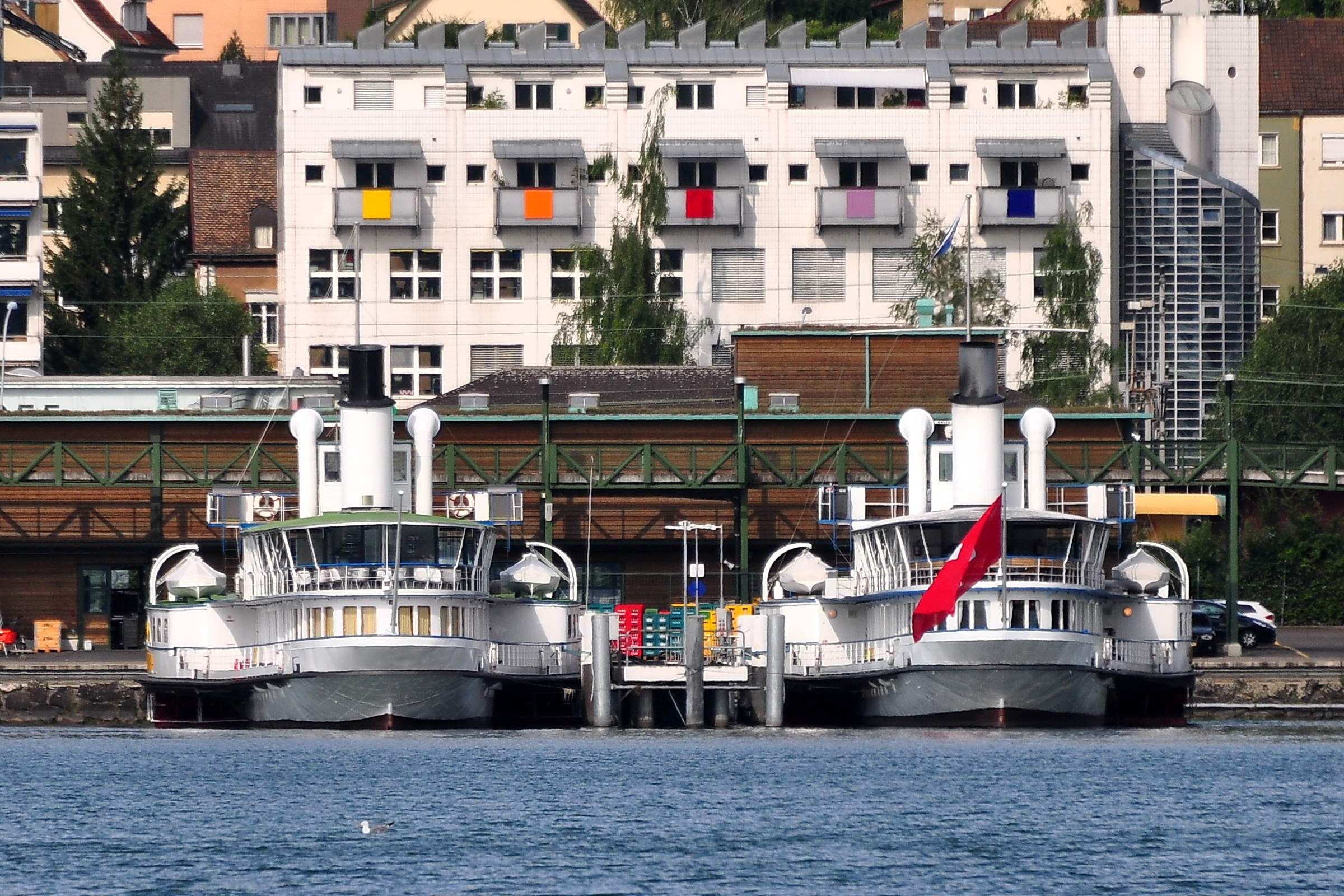
Heckansicht: Stadt Zürich (links) und Stadt Rapperswil in der Werft in Wollishofen
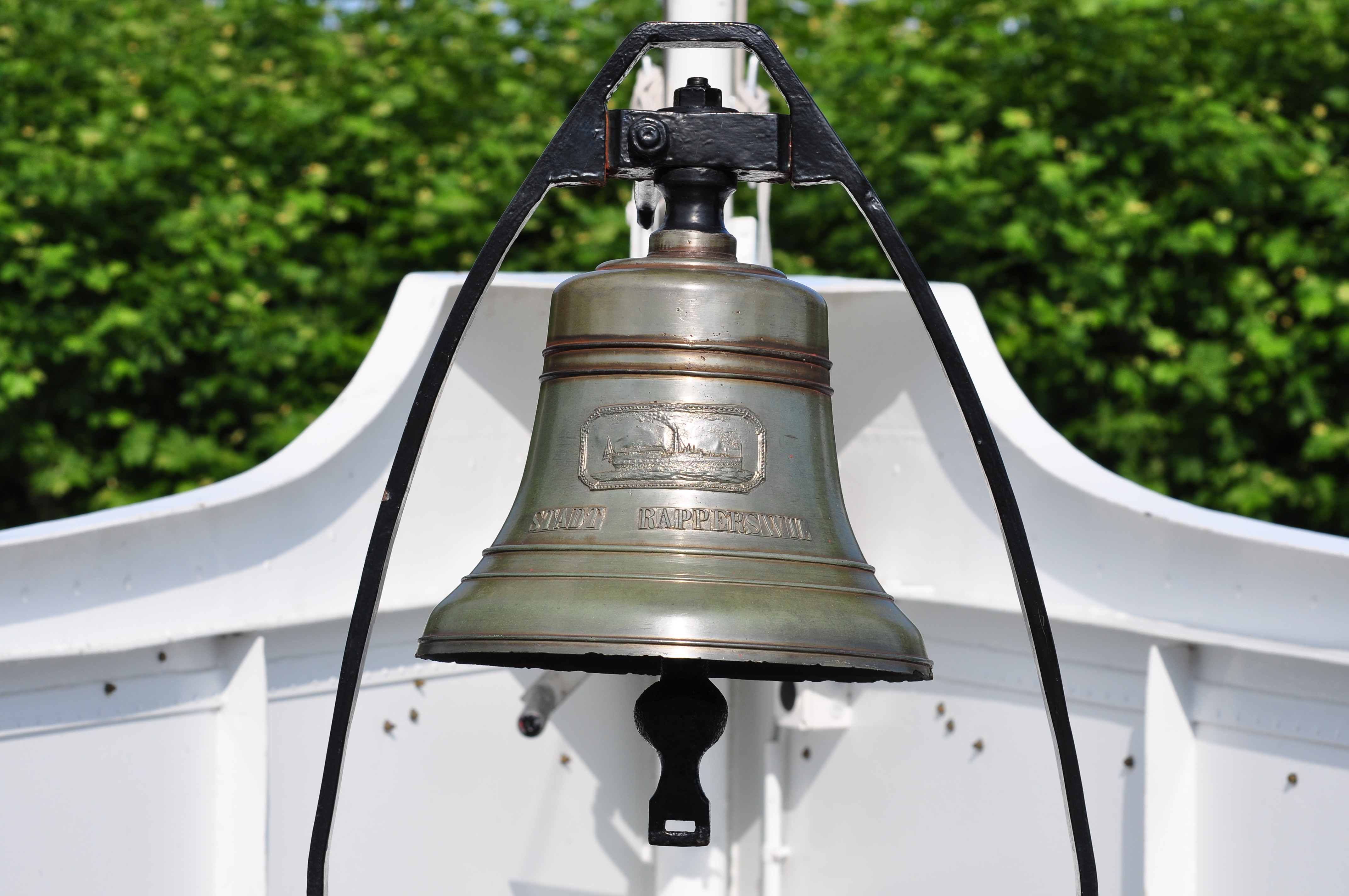
Schiffsglocke
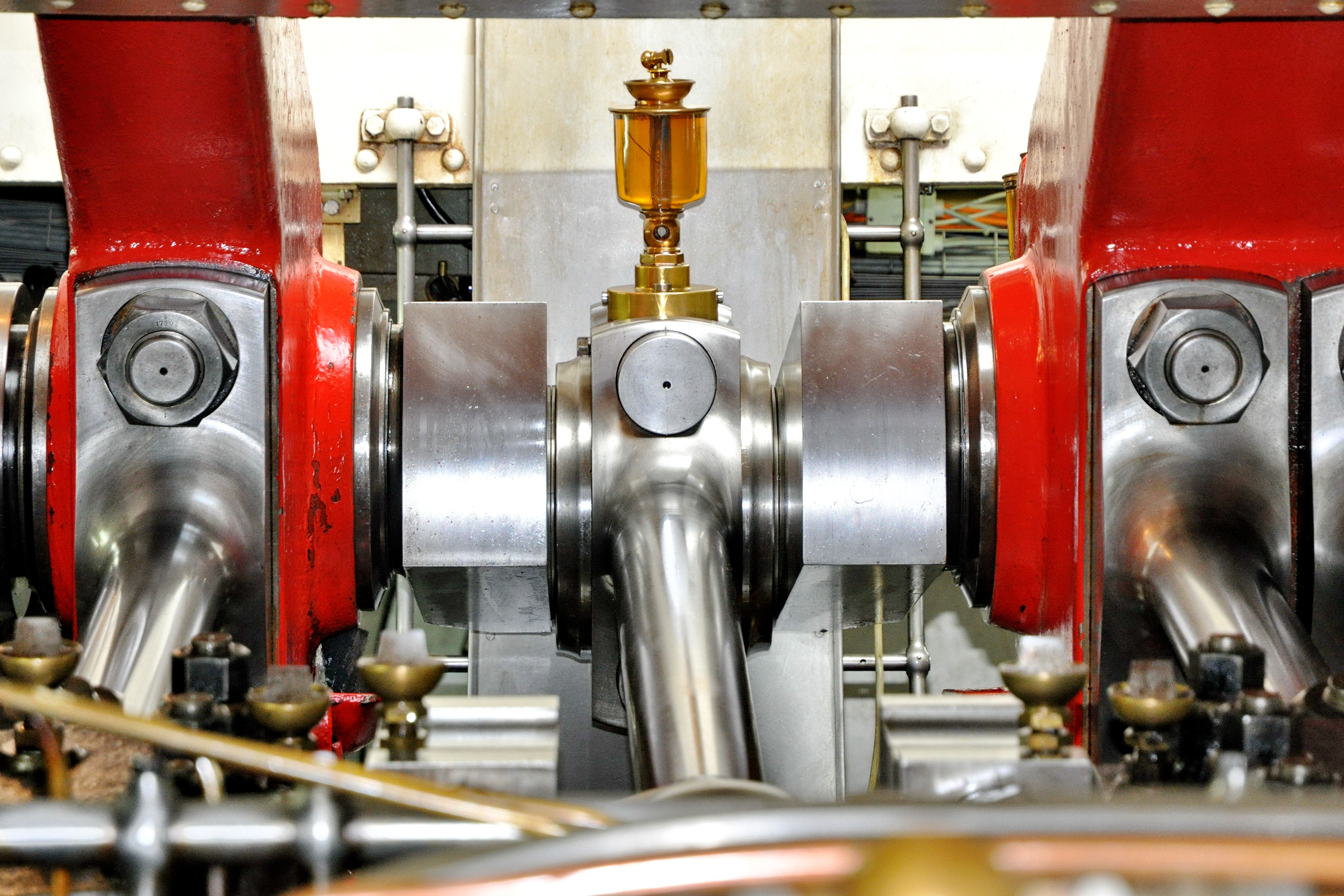
Schiffsmaschine
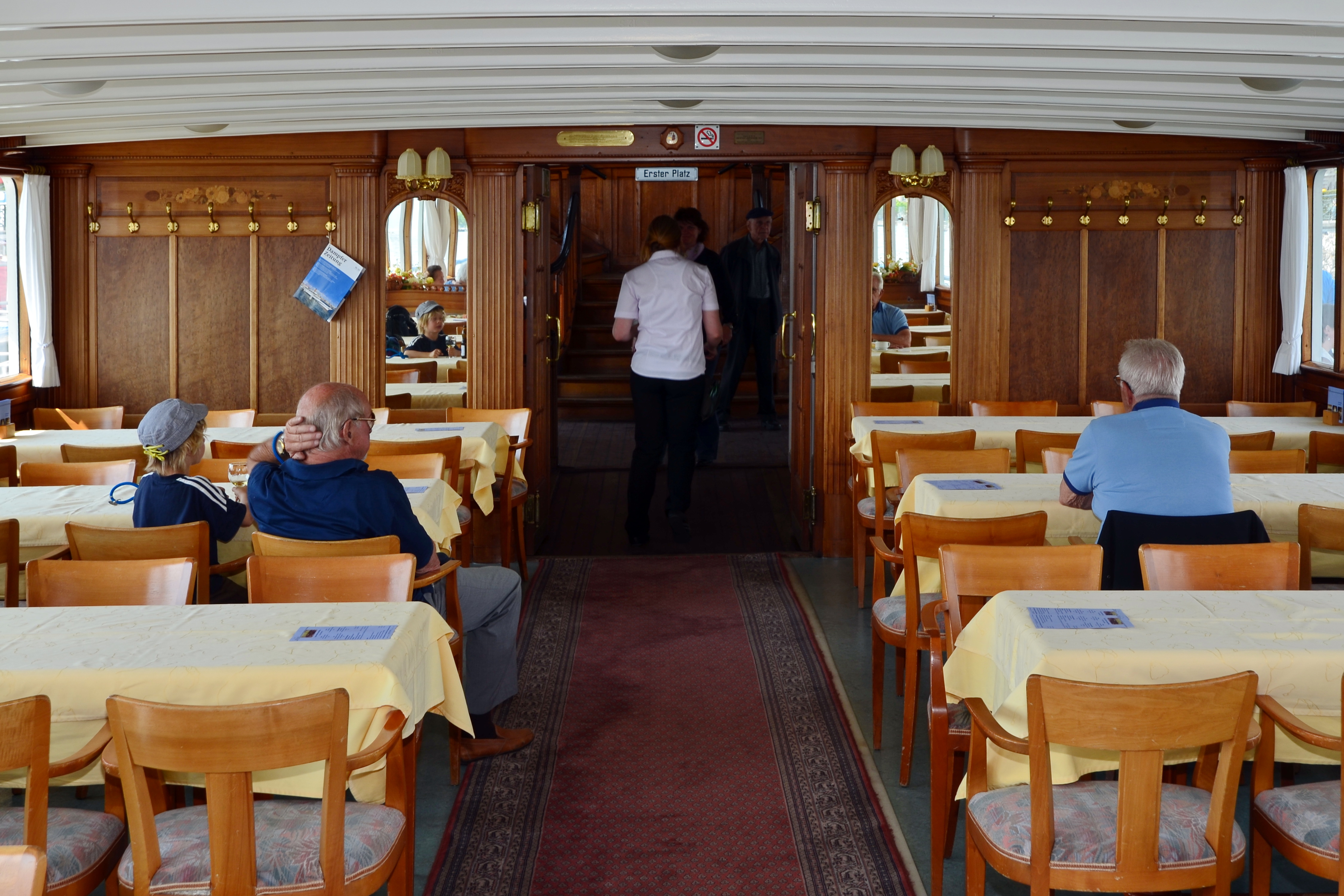
Salon der zweiten Klasse
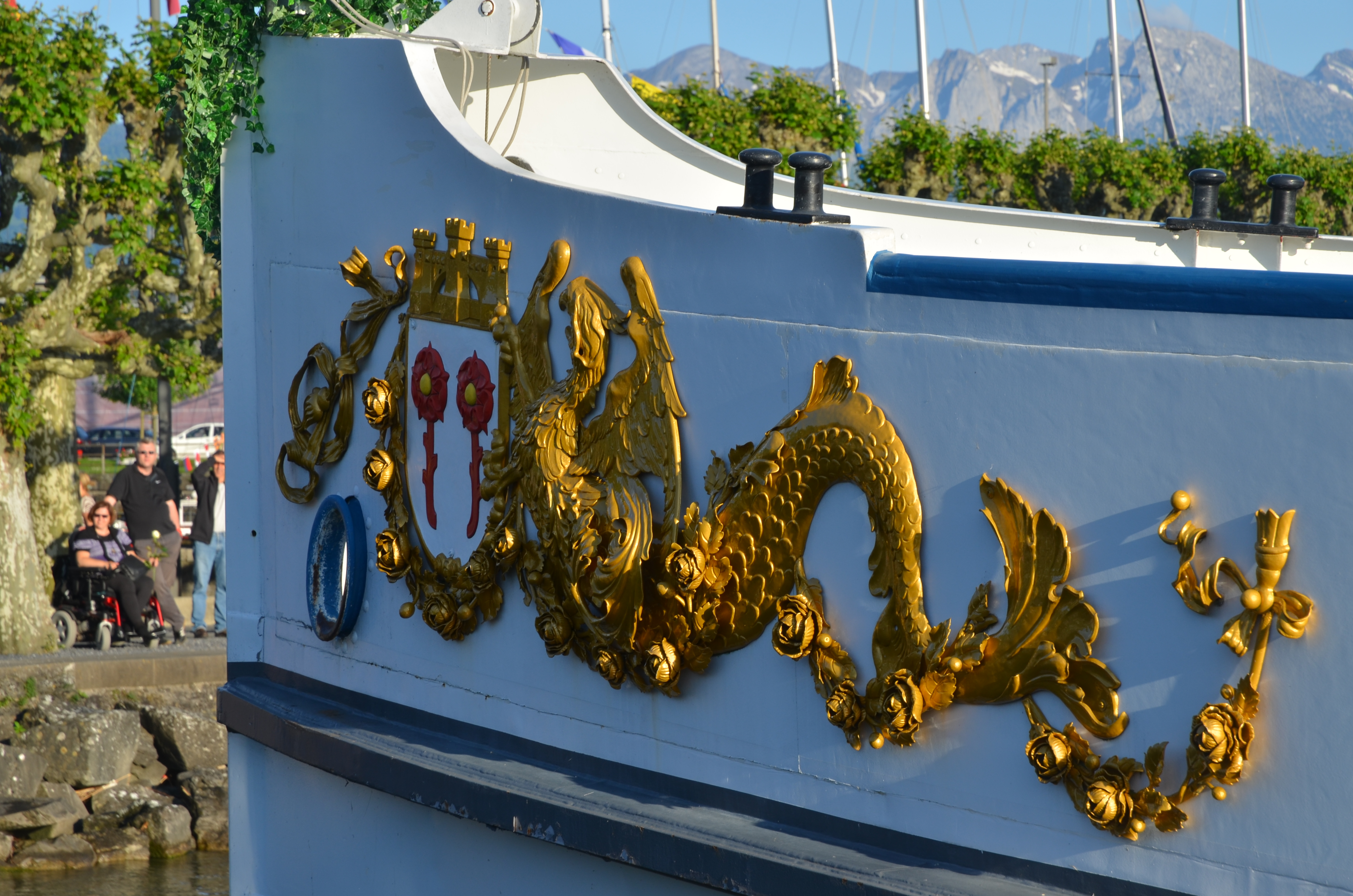
Bugzier
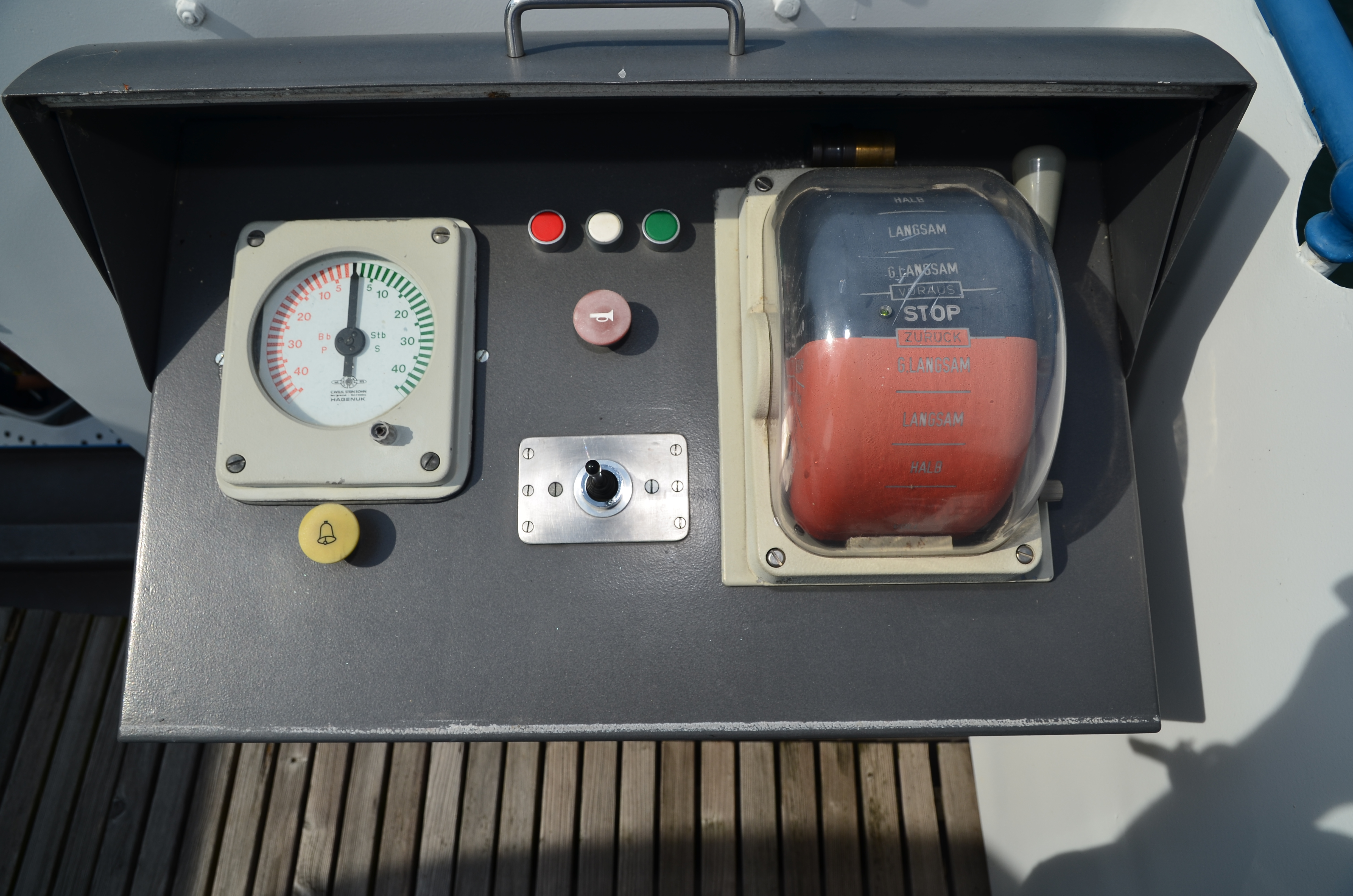
Aussenstand mit Joystick zur Schiffssteuerung, das hölzerne Steuerrad dient üblicherweise als Ersatz
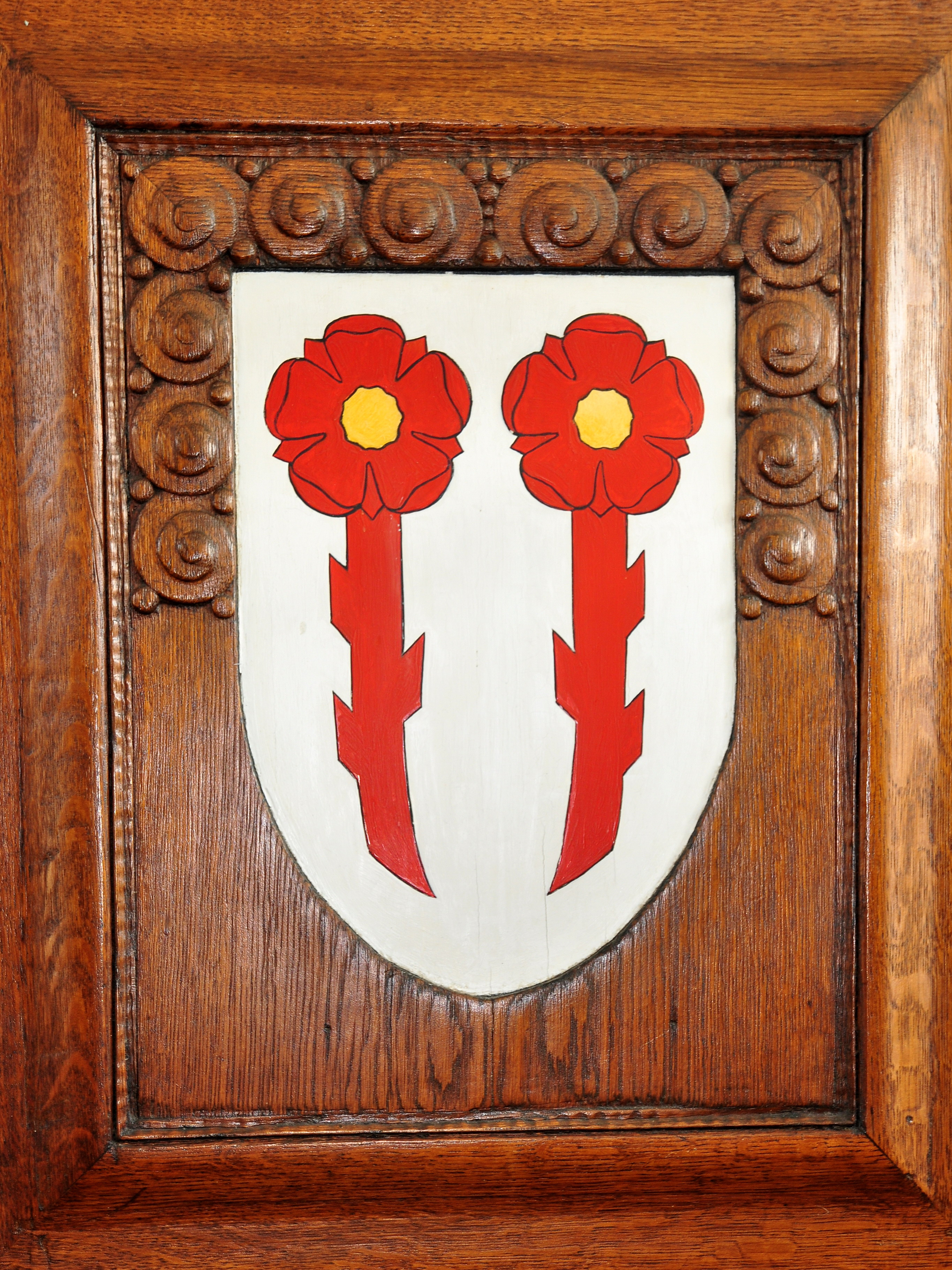
Rosenwappen bei der Treppe zwischen Haupt- und Oberdeck
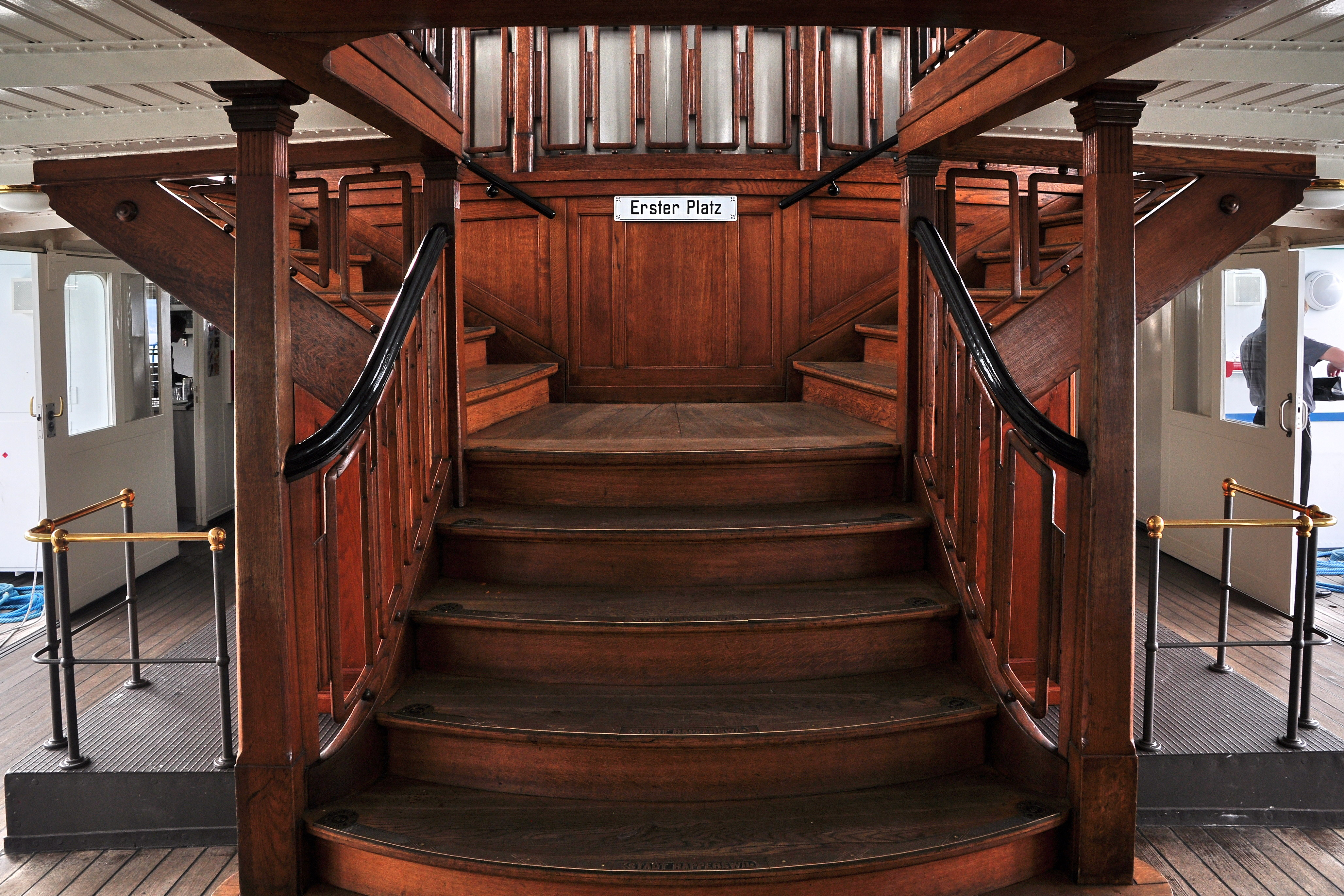
Treppe

## Gesamterneuerung

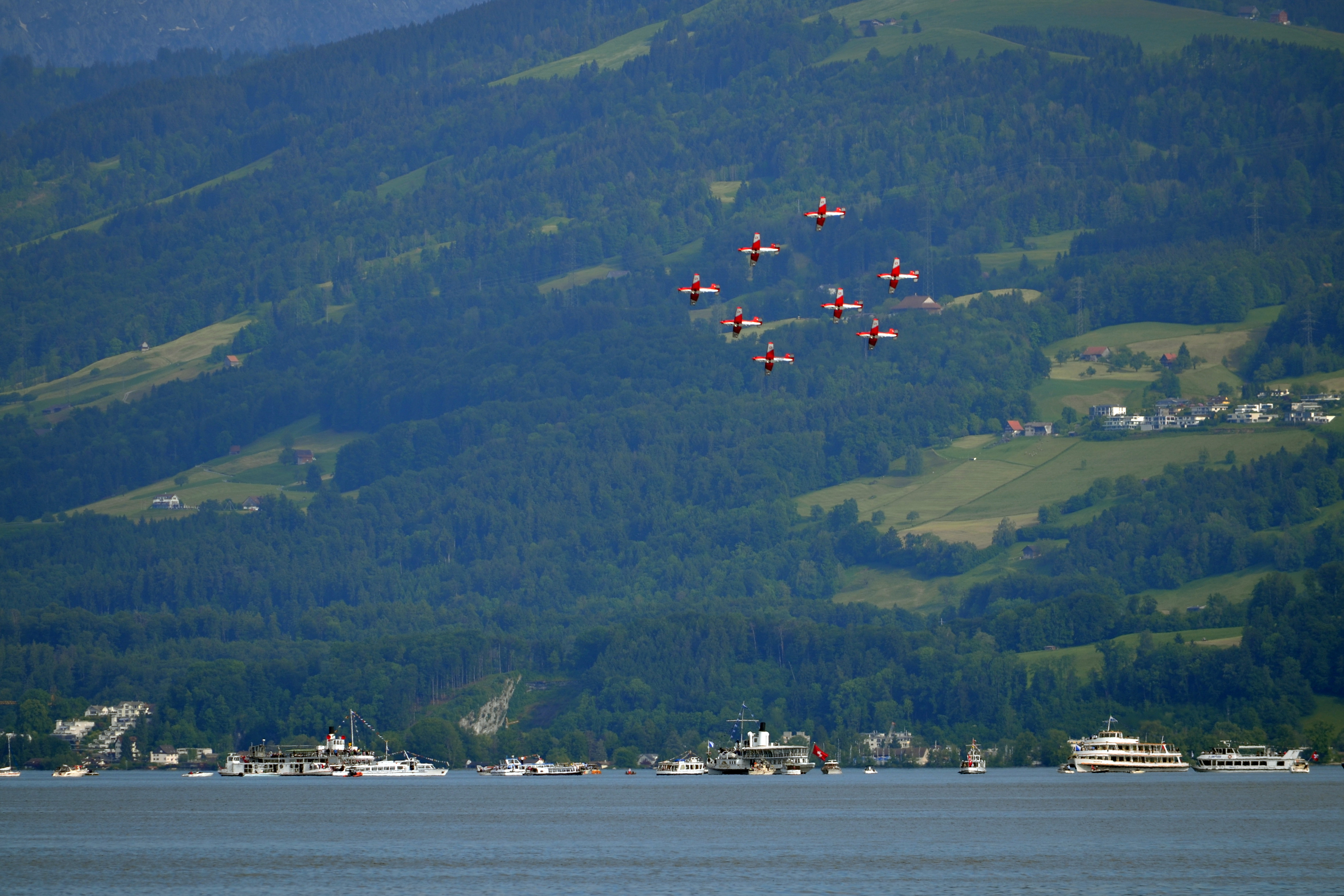
Stadt Rapperswil, Stadt Zürich, Helvetia und andere Schiffe anlässlich der Sternfahrt am 23. Mai 2014, im Vordergrund das PC-7 Team

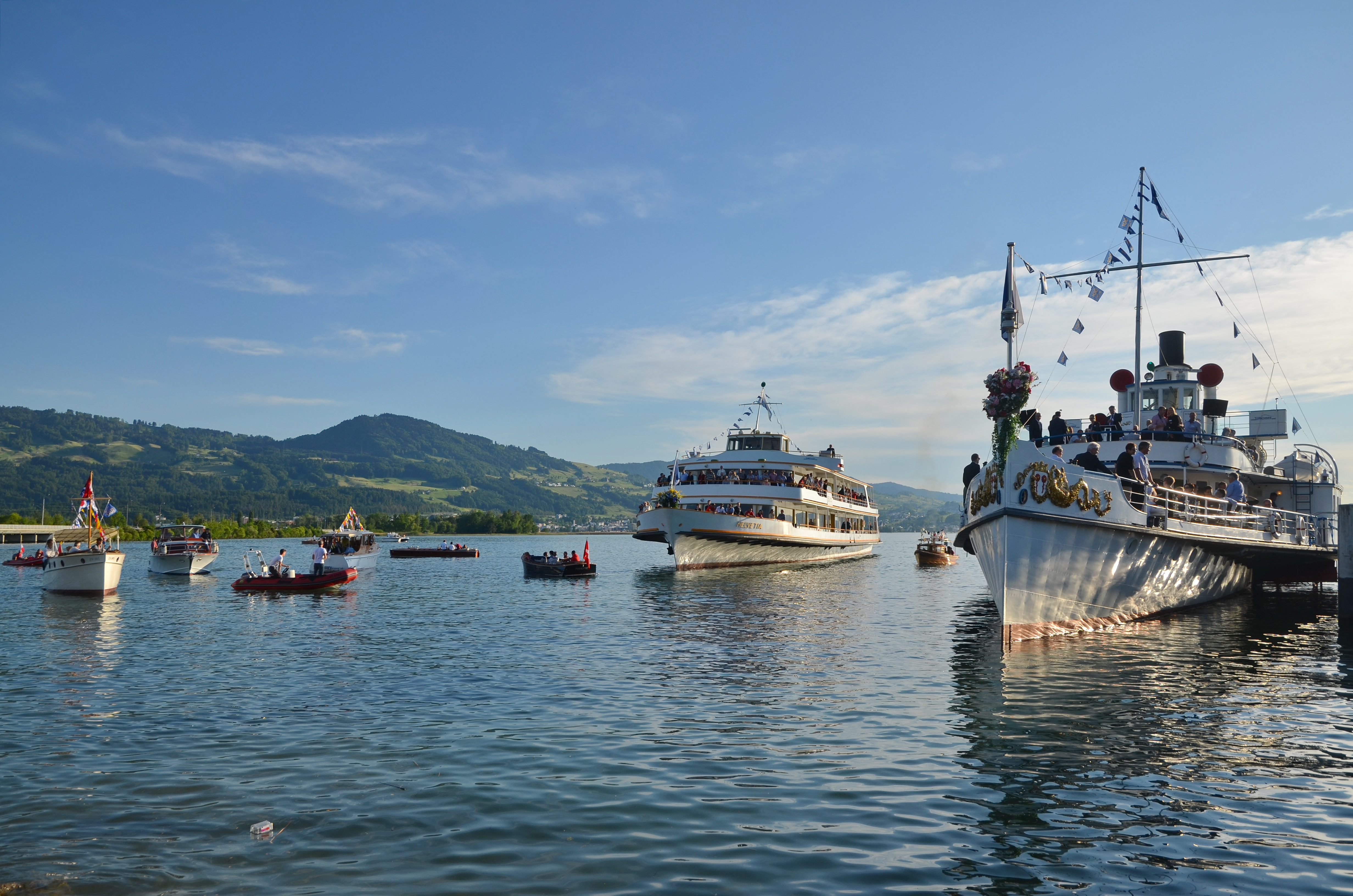
Rosenempfang am 23. Mai 2014 in Rapperswil, links von der Stadt Rapperswil die Helvetia

1977 und nochmals 1983 beschloss der Verwaltungsrat der ZSG die langfristige Erhaltung ihrer beiden letzten Dampfschiffe. 1985 feierte die ZSG mit verschiedenen Aktivitäten „150 Jahre Dampfschifffahrt auf dem Zürichsee“. Im Winter 1989/90 wurden die zwei alten Dampfkessel der Stadt Rapperswil durch einen neuen ersetzt, die technischen Installationen und das Holzdeck einer Erneuerung unterzogen, ebenso die Holztreppe zur 1. Klasse. Ende 2001 initiierte der Verwaltungsrat der ZSG das Projekt „Mit Volldampf voraus“ mit dem Ziel, die beiden Zürchseeraddampfer zu erneuern und mit erhöhtem Komfort auszustatten. Am „Tag der Schweizer Schifffahrt“ 2002 startete eine Spendenaktion, wiederum in Zusammenarbeit mit der „Aktion pro Raddampfer“. Von 2003 bis 2006 wurden Stadt Rapperswil und Stadt Zürich unter Mitwirkung der Denkmalpflege erneuert. Beide erhielten brennstoffsparende Kessel, neue technische Installationen und elektro-hydraulische Steuerungen zur Reduktion der Besatzung. Die lange vorbereitete Generalüberholung der Stadt Rapperswil begann Ende November 2005 und dauerte ein halbes Jahr; am 30. Mai 2006 erfolgte die feierliche Wiederinbetriebnahme. Nebst den technischen Erneuerungen wurde der Fahrkomfort für die Passagiere erhöht und Arbeitserleichterungen für die Besatzung umgesetzt. So wurde die Gastronomie einer eingehenden Erneuerung unterzogen, eine grössere Küche eingebaut, und ein Warenlift von der Küche über das Hauptdeck bis ins Oberdeck verhalf dem Personal zu erleichterten Arbeitsbedingungen. Ebenso wurde die Möblierung in der ersten Klasse einer Erneuerung unterzogen. Vom Personal der Zürichsee-Schifffahrtsgesellschaft wurden Eigenleistungen von 12318 Arbeitsstunden erbracht; die effektiven Kosten betrugen 2,05 Mio. Schweizer Franken (rund 4,2 Mio. für beide Dampfschiffe). Über 2000 Gönner spendeten insgesamt 2'594'035 Schweizer Franken.
Vor der Umrüstung auf Schweröl waren mit Maschinisten, Heizern, Untermaschinisten 14 Mann im Einsatz; aktuell benötigt der Betrieb des Raddampfers noch eine Besatzung von 6 Leuten. Dies ist unter anderem auf die automatisierte Antriebstechnik zurückzuführen, so dient das wuchtige Holzsteuerrad im Steuerhaus heute nur noch der Zierde: Der Kapitän manövriert das Schiff mit einem Joystick.

## 100 Jahre DampfschiffStadt Rapperswil
Vom 23. bis 25. April 2009 feierte die Stadt Zürich, das dienstälteste Passagierschiff auf dem Zürichsee, beim Bürkliplatz in Zürich sein Dienstjubiläum. Am 12. Juni 2009, exakt einhundert Jahre nach ihrer Jungfernfahrt, wurde sie auf einer dreistündigen Rundfahrt mit geladenen Gästen von ihrem Schwesterschiff begleitet. Die Betreiberin war bereits anlässlich des Jubiläums der Stadt Zürich sehr zuversichtlich, dass auch die Stadt Rapperswil ihr einhundertstes Betriebsjahr erreichen wird. Gefeiert wurde dieses mit einem dreitägigen Jubiläumsprogramm und einem Tag der offenen Dampfschiff-Türe in Zürich, einem Dampfer-Dinner sowie einer Sternfahrt und anschliessendem Hafenfest beim Fischmarktplatz in Rapperswil als Abschluss der Jubiläumsfeierlichkeiten Ende Mai 2014.

## Zwischenfall
Am Abend des 17. Juli 2015 wurde die Stadt Rapperswil von Sturmböen auf eine Sandbank zwischen dem Seedamm von Rapperswil und der Insel Lützelau gedrückt. Dabei wurde ein Schaufelrad so stark beschädigt, dass das Schiff nach der Evakuierung der Passagiere von der Panta Rhei in die Werft Zürich-Wollishofen geschleppt werden musste.

## Fussnoten
1. 1 2  Benno Gasser: Dampfschiff auf grosser Jubiläumsfahrt. Tages-Anzeiger, 22. April 2014, abgerufen am 28. Mai 2014.
2. 1 2 3  Informationstafeln an der Jubiläumsausstellung vom 23. bis 25. April 2009 an Bord der Stadt Zürich
3. 1 2 3  Website Dampfromantik-Nostalgie, abgerufen am 4. Mai 2009
4. 1 2  Website Dampferrettung (Memento des Originals vom 27. Mai 2011 im Internet Archive)  Info: Der Archivlink wurde automatisch eingesetzt und noch nicht geprüft. Bitte prüfe Original- und Archivlink gemäß Anleitung und entferne dann diesen Hinweis., abgerufen am 12. Mai 2014
5. ↑  Der älteste Konkurrent der Panta Rhei. Tages-Anzeiger, 19. April 2009, abgerufen am 28. Mai 2014.
6. ↑  Website Dampfschiffjubiläum: Programm (Memento des Originals vom 21. April 2009 im Internet Archive)  Info: Der Archivlink wurde automatisch eingesetzt und noch nicht geprüft. Bitte prüfe Original- und Archivlink gemäß Anleitung und entferne dann diesen Hinweis., abgerufen am 4. Mai 2009
7. ↑  ZSG Jubiläums-Events, abgerufen am 20. Februar 2014
8. ↑  Ruedi Baumann: Sturm treibt Raddampfer auf Sandbank – Schaufelrad gebrochen. In: tagesanzeiger.ch. 18. Juli 2015, abgerufen am 9. März 2024.